# Scandale des Bacchanales

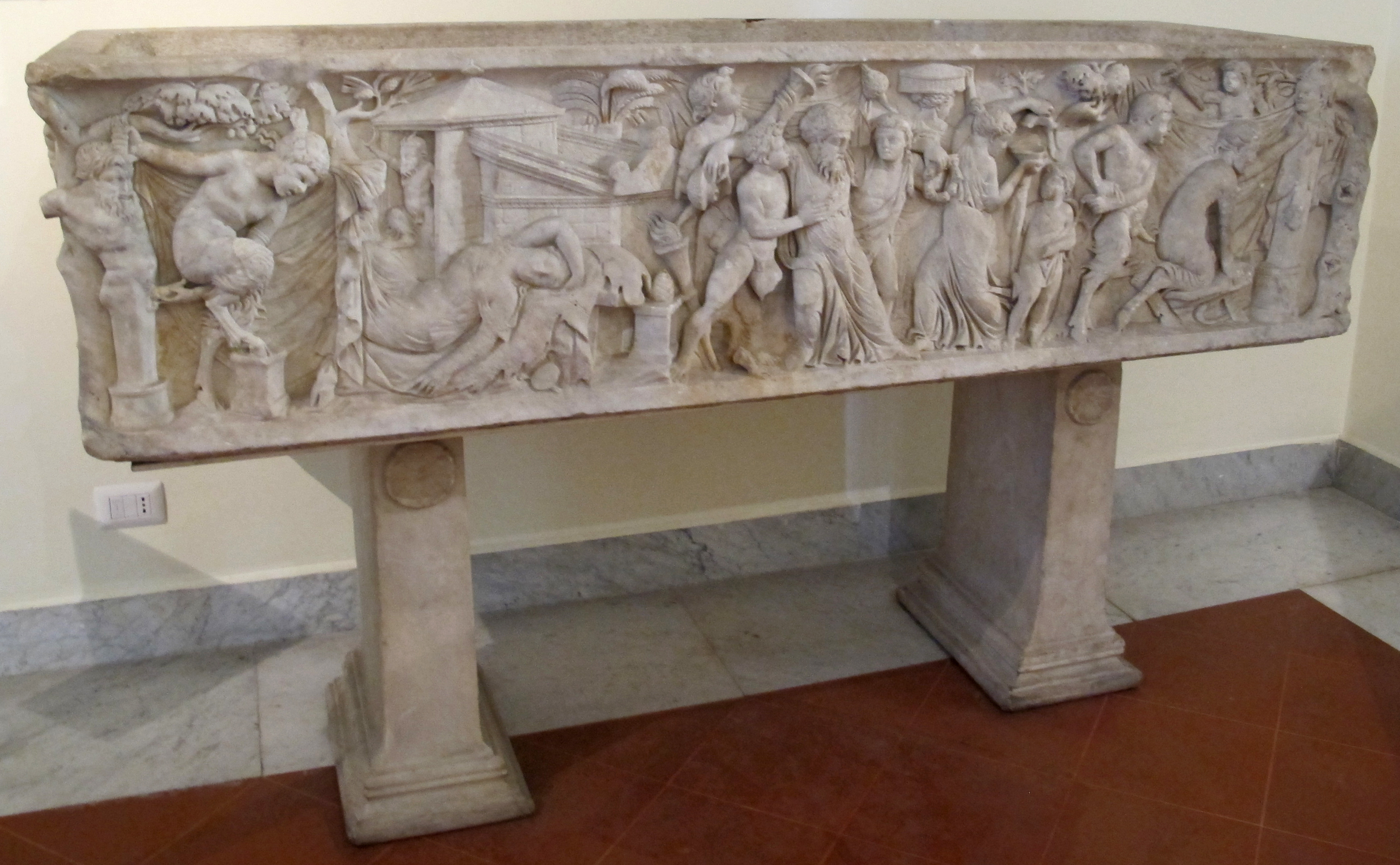
Sarcophage avec représentation d'une bacchanale. Musée archéologique national de Naples.

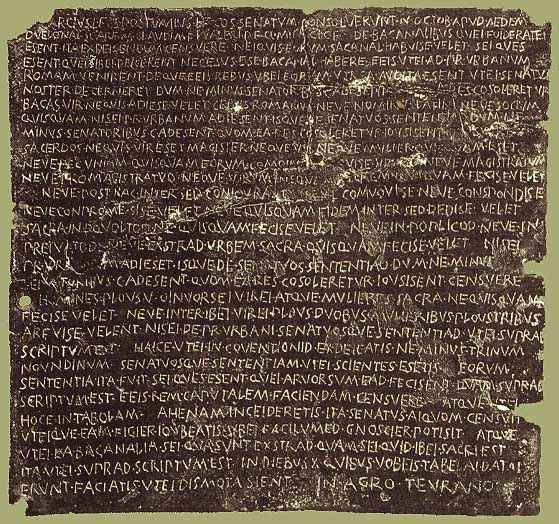
Texte du Senatus Consultum de Bacchanalibus.

Le scandale des Bacchanales est une affaire politico-religieuse survenue à Rome en 186 av. J.-C. Il conduit à une répression des sociétés organisées pour célébrer le culte de Bacchus, perçues comme un élément dangereux pour la cohésion politique et religieuse de Rome.

## Historiographie
Elle est bien connue grâce au récit détaillé qu'en fait l'historien romain Tite-Live dans le livre 39 de son Histoire de Rome depuis sa fondation et par le texte même du sénatus-consulte de Bacchanalibus gravé sur une plaque de bronze et retrouvé à Tiriolo dans le Bruttium en 1640. Tite-Live lui consacre une place particulière car elle occupe douze des quinze chapitres consacrés à l'année 186, ce qui est exceptionnel. Mais malgré la richesse des sources, notre information concernant cette affaire demeure incertaine et peu fiable à cause de la partialité du récit de Tite Live qui ne présente que la version officielle des faits et ne cache d'ailleurs pas son hostilité envers la secte dionysiaque.

## Description
Le scandale des Bacchanales trouve son origine dans une histoire familiale aux allures de fait divers. Un jeune chevalier, Aebutius, est destiné par sa mère et son beau-père à l'initiation aux mystères de Bacchus, en acquittement d'un vœu formulé pour sa guérison lors d'une maladie. Il entretient une liaison avec une fameuse courtisane, Hispala, et lui annonce qu'il découchera quelques nuits pour respecter la période d'abstinence précédant son initiation. Hispala lui révèle alors sa vive inquiétude : avant son affranchissement, elle a accompagné son maître au sanctuaire de Bacchus et elle y a assisté à des viols. Par amour pour Aebutius, elle choisit donc de rompre son serment initiatique afin de protéger son amant des intentions criminelles de ses tuteurs qui cherchent à le léser de son héritage paternel. Aebutius révèle cela au consul Postumius qui, jugeant son témoignage digne de foi, décide de rencontrer la courtisane Hispala pour en savoir davantage sur le mouvement bachique. Ses révélations sont édifiantes : les mystères dionysiaques sont le prétexte à des orgies conduisant aux pires crimes rituels.

## Les raisons de la répression
En fait, les raisons profondes de la répression qui suit cette découverte sont essentiellement d'ordre politique et il semble que le Sénat ait monté soigneusement une affaire apte à provoquer le scandale et à justifier la condamnation des initiés. Il utilise pour cela des éléments appartenant au culte bachique et connus de l'opinion mais tellement démystifiés et dévoyés de leur nature qu'ils deviennent les composants d'une odieuse organisation criminelle. En 186, le Sénat est déjà au courant de cette affaire et il confère délibérément à l'enquête « sur les associations secrètes » un caractère exceptionnel en détournant les deux consuls de leurs fonctions ordinaires. 
Pourtant les éléments cultuels que l'on entrevoit à travers le témoignage de Tite-Live n'ont rien de révolutionnaire par rapport à ce que l'on sait des mystères hellénistiques. Ainsi les accusations de faux testaments ou de gains financiers illicites se rattachent à la constitution de caisses communes par les associations bachiques. Lors du culte, les bacchants consomment la chair crue des victimes, le modèle des sacrifices dans le dionysisme étant l'omophagie, et de grandes quantités de vin. Ils cherchent ainsi à parvenir à un état de transe, à être possédés par la divinité et à s'identifier à elle pendant quelque temps. 
Les Bacchanales suscitent la réprobation des Romains à cause du caractère trop exotique et « non-conformiste » des cérémonies de cette secte orientale, mais aussi parce qu'elles mettent en pratique un renversement de l'ordre social jugé dangereux par les autorités qui s'efforcent de faire de la religion un élément de cohésion. De plus, les règles cultuelles de ces associations privées s'opposent à celles de la religion publique : l'essentiel des fonctions sacerdotales sont occupées par des femmes, les membres subissent une initiation suivie de la prestation d'un serment, le culte promet la survie après la mort et le bonheur individuel alors que la religion publique ne vise que l'intérêt de la collectivité.
En fait, le Sénat craint surtout que le mouvement des Bacchanales n'abrite une dangereuse conjuration établie au cœur même de Rome et unissant dans la lutte contre la domination romaine sur l'Italie différents groupes liés par la pratique d'un même culte. La présence à la tête de la secte d'un devin étrusque et d'une prêtresse campanienne a en effet de quoi inquiéter l'aristocratie sénatoriale au lendemain des défections survenues en Étrurie et en Campanie durant la deuxième guerre punique. Le Sénat mobilise donc l'ensemble des magistrats dans une terrible répression, la ville est mise en état d'alerte et quadrillée par la police qui arrête les initiés dont beaucoup préfèrent le suicide à la rupture du secret mystérique. L'appel lancé aux dénonciations permet d'arrêter rapidement les principaux chefs de la conjuration qui sont pour la plupart exécutés sur-le-champ. La célébration du culte bachique devient étroitement surveillée par les autorités mais, malgré l'exceptionnelle sévérité dont le Sénat a fait preuve, il ne cherche pas à le supprimer.

### Ouvrages contemporains
- Jean Bayet, Histoire politique et psychologique de la religion romaine, Paris, Payot, 1956, 2e éd., 312 p. (ISBN 2-228-32810-3)
- Walter Burkert (trad. Alain-Philippe Segonds), Les cultes à mystères dans l'Antiquité, Les Belles Lettres, coll. « Vérité des mythes », 1992, 194 p. (ISBN 978-2-251-32436-4)
- Georges Dumézil, La religion romaine archaïque : avec un appendice sur la religion des Etrusques, Paris, Payot, 1974, 2e éd., 700 p. (ISBN 978-2-228-89297-1)
- Jean-Marie Pailler, Bacchus : Figures et pouvoirs, Les Belles Lettres, coll. « Histoire », 1995, 230 p. (ISBN 978-2-251-38029-2)
- Jean-Marie Pailler, Bacchanalia : La répression de 186 avant J.-C. à Rome et en Italie, vol. 270, Rome, Bibliothèques des Écoles françaises d’Athènes et de Rome, 1988, 868 p. (ISBN 978-2-7283-0161-4)
- John Scheid, La religion des romains, Paris, Armand Colin, coll. « Cursus », 2010, 176 p. (ISBN 978-2-200-25466-7)
- Robert Turcan, Les cultes orientaux dans le monde romain, Paris, Les Belles Lettres, coll. « Histoire », 1992, 2e éd., 397 p. (ISBN 2-251-38001-9)
- (en) Mary Beard, John North et Simon Price, Religions of Rome, vol. I : A History, Cambridge/New York/Melbourne, Cambridge University Press, 1998, 454 p. (ISBN 0-521-30401-6)

### Articles
- Yves Bomati: Les légendes dionysiaques en Etrurie. In: Revue des Études Latines 61 (1983), S. 87–107.
- Annie Dubourdieu et Elisabeth Lemirre, « La rumeur dans l'affaire des Bacchanales », Latomus, t. 56,‎ 1997, p. 293-306
- Jean-Marie Pailler, « La spirale de l'interprétation : les Bacchanales », Annales. Économies, Sociétés, Civilisations, t. 37, nos 5-6,‎ 1982, p. 929-952 (lire en ligne)
- Jean-Marie Pailler, « Caton Et Les Bacchanales: Séduction Et Ténacité D'un Mirage Historique », Papers of the British School at Rome, vol. 54,‎ 1986, p. 29-39
- Jean-Marie Pailler, « Les Bacchanales : une affaire de famille », Publications de l'École française de Rome, Rome, no 126 « Parenté et stratégies familiales dans l'Antiquité romaine. Actes de la table ronde des 2-4 octobre 1986 (Paris, Maison des sciences de l'homme) »,‎ 1990, p. 77-84 (lire en ligne)
- Jean-Marie Pailler, « Les Bacchanales : du scandale domestique à l'affaire d'État et au modèle pour les temps à venir (Rome, 186 av. J.-C.) », Politix, vol. 71,‎ 2005, p. 39-59 (lire en ligne)
- John Scheid, « Le délit religieux dans la Rome tardo-républicaine », Publications de l'École française deRome, Rome, no 48 « Le délit religieux dans la cité antique. Actes de la table ronde de Rome (6-7 avril 1978) »,‎ 1981, p. 117-171 (lire en ligne)
- Robert Turcan, « Religion et politique dans l'affaire des Bacchanales. À propos d'un livre récent », Revue de l'histoire des religions, t. 181, no 1,‎ 1972, p. 3-28 (lire en ligne)
- Jean-Louis Voisin, « Tite-Live, Capoue et les Bacchanales », Mélanges de l'Ecole française de Rome. Antiquité, t. 96, no 2,‎ 1984, p. 601-653 (lire en ligne)
- (en) R. A. Bauman, « The Suppression of the Bacchanals: Five Questions », Historia: Zeitschrift für Alte Geschichte, t. 39, no 3,‎ 1990, p. 334-348
- (en) Sarolta A. Takács, « Politics and Religion in the Bacchanalian Affair of 186 B.C. », Harvard Studies in Classical Philology, vol. 100,‎ 2000, p. 301-310
- (en) P. G. Walsh, « Making a Drama out of a Crisis: Livy on the Bacchanalia », Greece & Rome, Second Series, vol. 43, no 2,‎ 1996, p. 188-203
- (en) Tenney Frank, « The Bacchanalian Cult of 186 B. C. », The Classical Quarterly, vol. 21, nos 3-4,‎ 1927, p. 128-132